# 東尾道站
東尾道站（日语：／ Higashi-Onomichi eki */?）是位於廣島縣尾道市高須町，西日本旅客鐵道（JR西日本）山陽本線的車站。

## 歷史
在興建此站前車站暫名「高須站」。
- 1996年（平成8年）7月21日：JR山陽本線松永站至尾道站之間開設此站，車站名為東尾道站。
- 2007年（平成19年）
  - 6月28日：引入可接受ICOCA的簡易型自動閘機（日语：自動改札機）。
  - 9月1日 - 此站可以使用ICOCA。
- 2016年（平成28年）4月15日：隨著引入CTC[1][2]，閘口與月台設置了LED式列車出發資訊牌。
- 2020年（令和2年）2月29日：當日後綠色窗口結束營業[3][4]。

## 車站構造
車站是一座設有跨站式站房的地面車站，設有2面2線的相對式月台。車站設有轉轍器和絶對信號機，被定義為停留所。跨站式站房是一座鋼製框架建築物。月台可容納8卡車廂，在月台東邊沒有上蓋。車站設有無障礙設備，在月台旁設有斜道，但通常該斜道會鎖上。廁所是位於地面與公眾通道。
車站由尾道站管理，並委托JR西日本岡山MAINTEC負責車站業務，為業務委託車站。車站可以使用ICOCA與其互相可以使用的IC卡。在2007年，引入了可支援ICOCA的自動閘機。由於自動閘機為簡易式，因此在下車時只需要把車票交給車站職員（在沒有車站職員當值時，把車票投進閘機旁的收集箱）。

### 月台
| 月台 | 路線     | 上下行 | 方向           |
| ---- | -------- | ------ | -------------- |
| 1    | 山陽本線 | 下行   | 尾道、三原方向 |
| 2    | 山陽本線 | 上行   | 福山、岡山方向 |

在列車進站時，此站曾經會響鐘。在2012年2月尾，改變為播放JR西日本標準進站音樂。

## 使用狀況
以下為近年1日平均乘車人次：
| 年度               | 1日平均 乘車人次 |
| ------------------ | ---------------- |
| 2003年（平成15年） | 1,502            |
| 2004年（平成16年） | 1,500            |
| 2005年（平成17年） | 1,497            |
| 2006年（平成18年） | 1,565            |
| 2007年（平成19年） | 1,657            |
| 2008年（平成20年） | 1,742            |
| 2009年（平成21年） | 1,697            |
| 2010年（平成22年） | 1,692            |
| 2011年（平成23年） | 1,694            |
| 2012年（平成24年） | 1,753            |
| 2013年（平成25年） | 1,850            |
| 2014年（平成26年） | 1,808            |
| 2015年（平成27年） | 1,919            |
| 2016年（平成28年） | 1,980            |
| 2017年（平成29年） | 2,012            |

## 車站周邊
少平地的尾道市中，近年也繼續發展，繼續興建住宅和商店。車站外設有出租公寓、出售公寓、建設住宅等商店。東南出口是正在開發的新住宅區。在西北出口近國道設有私人住宅。在國道2號設有多間路邊商店，一直伸延至福山市松永地區。
- 尾道警署（日语：尾道警察署）高須崗亭
- 黒崎休憩長廊
- 東尾道站前郵局
- 高須郵局
- 連繫城鎮尾道
- JA尾道高須分所

## 巴士路線
此站只有尾道巴士的巴士路線。在車站啟用時曾設有尾道巴士（當時為尾道市營巴士）與鞆鐵道的巴士路線。也曾設有前往廣島機場的利木津巴士。
| 巴士站名 | 路線編號       | 路線名稱                                                                                   | 目的地、方向                                                     | 備註 |
| -------- | -------------- | ------------------------------------------------------------------------------------------ | ---------------------------------------------------------------- | ---- |
|          | 1              | 市內本線西行                                                                               | 池之浦、繞道東出口、大田橋、山波、尾崎、防地口、長江口、尾道站前 |      |
| 1        | 市內本線西行   | 尾道東公園前、FUJI Grand、山波、尾崎、防地口、長江口、尾道站前                             |                                                                  |      |
| 1        | 市內本線西行   | 尾道東公園前、JA產直、山波、尾崎、防地口、長江口、尾道站前                                 |                                                                  |      |
| 21       | 市內本線西行   | 池之浦、繞道東出口、大田橋、山波、尾崎、防地口、長江口、尾道站前、合同廳舍入口、福地登山口 |                                                                  |      |
| 21       | 市內本線西行   | 尾道東公園前、FUJI Grand、山波、尾崎、防地口、長江口、尾道站前、合同廳舍入口、福地登山口   |                                                                  |      |
| 21       | 市內本線西行   | 尾道東公園前、JA產直、山波、尾崎、防地口、長江口、尾道站前、合同廳舍入口、福地登山口       |                                                                  |      |
| 8        | 尾道工業團地線 | 池之浦、繞道東出口                                                                         |                                                                  |      |
| 80       | 尾道工業團地線 | 池の浦、繞道東出口、市民醫院、三美園、三成、尾道工業團地                                   |                                                                  |      |
| 80       | 尾道工業團地線 | 尾道東公園前、市民醫院、三美園、三成、尾道工業團地                                         |                                                                  |      |

## 相鄰車站
西日本旅客鐵道
 山陽本線
松永－東尾道－尾道

## 注腳
1. ↑  .   [2020-03-25]. （原始内容存档于2020-03-24）.
2. ↑  .   [2020-03-25]. （原始内容存档于2020-03-24）.
3. ↑  . 西日本旅客鐵道.   [2020-01-31]. （原始内容存档于2020-01-31）.
4. ↑   (PDF) (新闻稿). 西日本旅客鐵道岡山分社. 2020-01-30  [2020-02-02]. （原始内容 (PDF)存档于2020-02-02） （日语）.
5. ↑  尾道統計
6. ↑   (PDF). 鞆鐵道株式會社. 2017-04-05  [2018-09-16]. （原始内容 (pdf)存档于2018-08-30） （日语）.
7. ↑   (pdf). 尾道巴士株式會社. 2018-03-22  [2018-09-16]. （原始内容存档 (PDF)于2018-04-12） （日语）.

## 外部連結
- 東尾道｜車站資訊：JR出門網 - 西日本旅客鐵道